# وليم حسواني
وليم حسواني  (1933 - 2019) هو ممثل مسرحي وشاعر لبناني. يعدّ من أركان نهضة المسرح الغنائي اللبناني الحديث. اشتهر بـ«الشاويش» [أي الشرطي]، وذلك نسبة إلى شخصية الشاويش التي أداها في أعمال الأخوين رحباني المسرحية.

## نبذة
ولد وليم خليل حسواني في 22 تشرين الثاني (نوفمبر) 1933، في بلدة رأس الحرف في محافظة جبل لبنان، والده الشاعر خليل حسواني. درس الابتدائية في مدرسة المخلص، والتكميلية والثانوية في مدرسة القلب الأقدس لأخوة المدارس المسيحية في بيروت ايضاً، ودرس مادة الحقوق لمدة ثلاث سنوات في جامعة القديس يوسف، لكنه لم يتابع لينال الإجازة، بل إنصرف إلى مهنة التدريس التي استمر يمارسها على الرغم من انشغاله بمهنة التعليم.
عندما بلغ حسواني من العمر 14 عامًا، بدأت تظهر عليه علامات تعلقه بالشعر العامي، فأخذ يتذوقه على يد أستاذه في المرحلة الإعدادية جوزيف نجيم الذي دأب على توجيه تلاميذه. ولم يخب حسواني ظن أستاذه، فأسمعه قصيدة عامية من تأليفه بعنوان: «لا تقلها حلوة»، وعندها تنبأ له أستاذه بأنه سيصبح ذا شأن في هذا المجال، خاصة أنه نشأ في عائلة تميزت بالعديد من المواهب وأبرزها الشعر، فوالده شاعر ويعمل متعهد بناء وممثلا مسرحيا، ووالدته السيدة نمري حنا يونس التي كانت صاحبة صوت جميل، وله ثمانية أشقاء وخمس شقيقات.
تزوج حسواني من أمال نوهرا، ورزق منها أربعة أولاد هم: ”ندى وتعمل طبيبة أسنان، ورولي وتعمل طبيبة تخدير لعمليات القلب المفتوح، وهدى وتعمل صيدلانية، وأنطوان رجل أعمال“، ورغم أن هذه المجالات بعيدة من مهنة حسواني، لكنهم جميعًا تذوقوا الشعر عن طريق السماع تارة والقراءة تارة أخرى.

## نشاطه الشعري والفني
لم يكمل حسواني دراساته العليا، لأن غايته كان العمل في حقل التدريس، وهي المهنة التي أخلص لها وظل يزاولها لمدة 57 عامًا، إلى جانب الفن لسنوات طويلة، عمل خلالها ولمدة عشرين عامًا بمدارس الأخوة، وأُوكل إليه فيما بعد تدريس مادة الأدب العربي والفلسفة.
للفنان حسواني العديد من الأدوار التمثيلية الأساسية، إذْ ظهر في العديد من مسرحيات الأخوين رحباني، منها:
”بياع الخواتم، والشخص، ويعيش يعيش، والمحطة، وميس الريم، وهالة والملك، ودواليب الهوا، والوصية“.
في العام 1960، قدّم الرحبانيّان «موسم العزّ» على أدراج بعلبك، حيث غنّى وليم حسواني للمرّة الأولى دويتو «هِلِّك ومستهلِّك» مع أمل حمادة (غناها لاحقاً مع هدى ثم مع جورجيت صايغ). وكانت بداية مشوار طويل مع الرحابنة.
معهم، مثّل دور الشاويش في بياع الخواتم (1964) والشخص (1968) ويعيش يعيش (1969) والمحطة (1973)، إضافة إلى مشاركته في ميس الريم (1975)؛
وأعمال غنائية كانت تقدم في مهرجانات مختلفة.

### شخصيته الفنية
في أدواره كلها، تميّز حسواني بنبرة صوت عالية وواضحة، وفي هذا يقول: 
"ربما لأنني كنت معلماً ومعتاداً على ضبط الأمور وإصدار الأوامر، اختارني عاصي ومنصور لهذا الدور وقد أحببته كثيراً». 
مع منصور الرحباني وفيلمون وهبي اللذين ظهرا مراراً في دوري "سبع" و"مخول"، مثّل حسواني دور عبدو في مسرحيتي «البعلبكية» (1961) و«جسر القمر» (1962).
في سنة 1963 قدم الرحابنة «الليل والقنديل» وظهر حسواني بدور خاطر. كما لعب دور السّمسار في «دواليب الهوا» (1965)؛ والشيخ خاطر الخازن في «أيام فخر الدين» (1966)؛ والشحاد في «هالة والملك» (1967)؛ وديب في «ناس من ورق» (1972)؛ والقاضي في «لولو» (1974)؛ وتوفيق السّمسار في «الوصيّة» (1993)؛ والشيخ فرنسيس الخازن في «صيف 840» (1988). أما آخر مشاركة له في المسرح الرحباني فكانت «آخر ايام سقراط» (1998).
كان منصور الرحباني يعدّ مسرحية «أبو الطيّب المتنبي» (2000) لعرضها في جولة عربية حين «أرسل بطلبي للمشاركة فيها. كان مطلوباً مني السفر مع الفرقة مدة 25 يوماً. كان ذلك في شهر نيسان (أبريل). لكنّي لم أستطع ذلك ونحن على عتبة الامتحانات الرسمية لصف البكالوريا، ما قد يضر بمصير التلامذة ويعرّضهم للرسوب. ضحّيت بالمسرحية». ارتباط حسواني بالتدريس جعله سابقاً يتخلى عن التمثيل في فيلمي «سفر برلك» و«بنت الحارس» وفي أكثر من عمل مسرحي، «لكنني لم أكن لأنقطع عن المسرح نهائياً، بل كنت أعمل أحياناً مساعداً في الكواليس وفي التدريب والبروفات».

### فيروز وجارة القمر
تعد المحطة الأهم والأبرز في حياة حسواني، هي عمله مع المطربة فيروز، في العمل الفني ”جارة القمر“، وذلك في مجموعة من المسرح الغنائي اللبناني والعربي على مسارح بعلبك وبيت الدين وجون وعاليه.
ولم يكن وقوف حسواني أمام فيروز بتلك السهولة في أول الأمر، وكان عليه أن يحظى بثقة عاصي ومنصور، اللذين بدأت علاقته بهما عن بعد وهو يستمع للاسكتشات التي كانا يقدمانها في إذاعة الشرق الأدنى، وظل يحلم بالعمل معهما يوما ما حتى جاء هذا اليوم، وشارك بمعظم المسرحيات الغنائية، ووقف أمام صاحبة زهرة المدائن مغنيا وممثلا.
ومن الأعمال التي جسد فيها عدة شخصيات: ”البعلبكية، وجسر القمر، والليل والقنديل، وجبال الصوان، وصح النوم، وناس من ورق، وموسم العز“، وغيرها.
بعد وفاة عاصي، استمر حسواني بالعمل مع شقيقه منصور في 3 مسرحيات، وشارك مع إلياس الرحباني وصباح بمسرحية ”وادي شمسين“. وشارك الفنان الراحل أيضًا في العديد من البرامج والحلقات الإذاعية مثل: ”شاويش بلا مخفر“، و“بوسطة الضيعة“، و“الرحلة رقم 14″، و“بلدية الضيعة“، ولم يكن حضوره على الشاشة الكبيرة من حيث الكم بمستوى تواجده في المسرح الغنائي، إذْ اقتصر على بعض الأعمال أهمها: فيلم ”بياع الخواتم“، عام 1965 مع فيروز للمخرج يوسف شاهين، وبعد أربعين عامًا عاد للظهور بفيلم ”بوسطة“ عام 2005، وآخر ظهور له في السينما فيلم: ”نهاية حلم“ عام 2010.

### آخر أعماله
عللى الرغم من تقدمه بالسن واصل حسواني العمل بالمسرح الغنائي بعد الرحابنة، فاشترك في أعمال غنائية مع مسرح الأب فادي ثابت ومنها: ”الحق ما بيموت“ مع الفنان إيلي صنيفر، و“ثورة شعب، الحرم الكبير، غابة بلا قانون“، وكانت آخر أعماله: ”صاحب الغبطة والسلطان“ في العام 2011.

## وزارة الثقافة
توفي الممثل والشاعر وليم حسواني في 22 كانون الأول (ديسمبر) 2019 ، عن عمر ناهز 86 عاما، ونعته وزارة الثقافة اللبنانية في بيان، جاء فيه: 
«سافر الشاعر، الممثل، المغني والمربي وليم حسواني» الشاويش «أحد أركان الرحبانية الفنية، رفيق السيدة فيروز، عرفه الجمهور اللبناني في مسرحية» موسم العز «في مهرجانات بعلبك صيف 1960 مغنيا وممثلا. كما شارك في أعمال الرحابنة:» يعيش يعيش «والمحطة» وفي رائعة «أيام فخر الدين» وسواها.
وليام حسواني المتعدد، عرفناه شاعرا بالمحكية في «شريعة الغاب» وفي «نسمة عمر»، متأثرا بسعيد عقل وميشال طراد.
هو أحد أركان نهضة المسرح الغنائي اللبناني بإدارة الخوين رحباني وحضور السيدة فيروز، ووديع الصافي ونصري شمس الدين وفيلمون وهبي.

قامة تغيب، أثرت تراثنا الفني اللبناني. تحية حب وتقدير للمسافر الرائع، وليم حسواني ووردة وفاء. أصدق التعازي للعائلة والمحبين لفن وليم حسواني".

## وصلات خارجية
- وليم حسواني على موقع قاعدة بيانات الأفلام العربية
- وليم حسواني على موقع أول ميوزيك (الإنجليزية)

- «الشاويش» وليم حسواني: نقّى الإبداع من شوائبه ورحل
- وليم حسواني... تحيةُ وفاء للشاويش المُثَقَّف